# 今治明徳高等学校
FC今治高等学校明徳校（エフシーいまばりこうとうがっこうめいとくこう）は、愛媛県今治市にある私立の高等学校である。また、分校としてFC今治高等学校里山校があり、同校舎に今治明徳中学校もある。

## 概要
明徳校の他、阿方地区にFC今治高等学校里山校が設置されている。地域などではFC今治高等学校明徳校は「明徳」「本校」、FC今治高等学校里山校は「ヤタブン」「矢田」などと呼ばれている。

## 所在地
- 明徳校：今治市北日吉町1-4-47

## 沿革
- 1905年（明治39年） - 私立今治技芸女子学校開校。
- 1919年（大正8年） - 今治実科高等女学校を併設。
- 1930年（昭和5年） - 現在地へ移転。
- 1940年（昭和15年） - 今治明徳高等女学校設立認可。
- 1948年（昭和23年） - 高等女学校を新制高等学校に組織変更。
- 1993年（平成5年） - 矢田分校（現：FC今治高等学校里山校）開校。
- 2024年（令和6年） - 校名をFC今治高等学校明徳校と改称。

## 設置学科
- 全日制　普通科（明徳校、里山校共に）
明徳校の選抜クラスと里山校は進学を目的としている。
明徳校には美容師を養成する美容コースが設置されている。

## 部活動

### 明徳校
陸上部・ソフトボール部・柔道部・テニス部・なぎなた部・野球部・ゴルフ部・バレーボール部・バスケットボール部・レスリング同好会など

## 交通

### 明徳校
- JR四国予讃線今治駅より徒歩約5分

## 著名な出身者
- 岡本綾子 - 女子プロゴルファー
- 村上幸史 - 2009年ベルリン世界陸上競技選手権大会男子やり投銅メダリスト

## 系列校
- 今治明徳短期大学
- 今治明徳中学校・FC今治高等学校里山校